# 野木崎

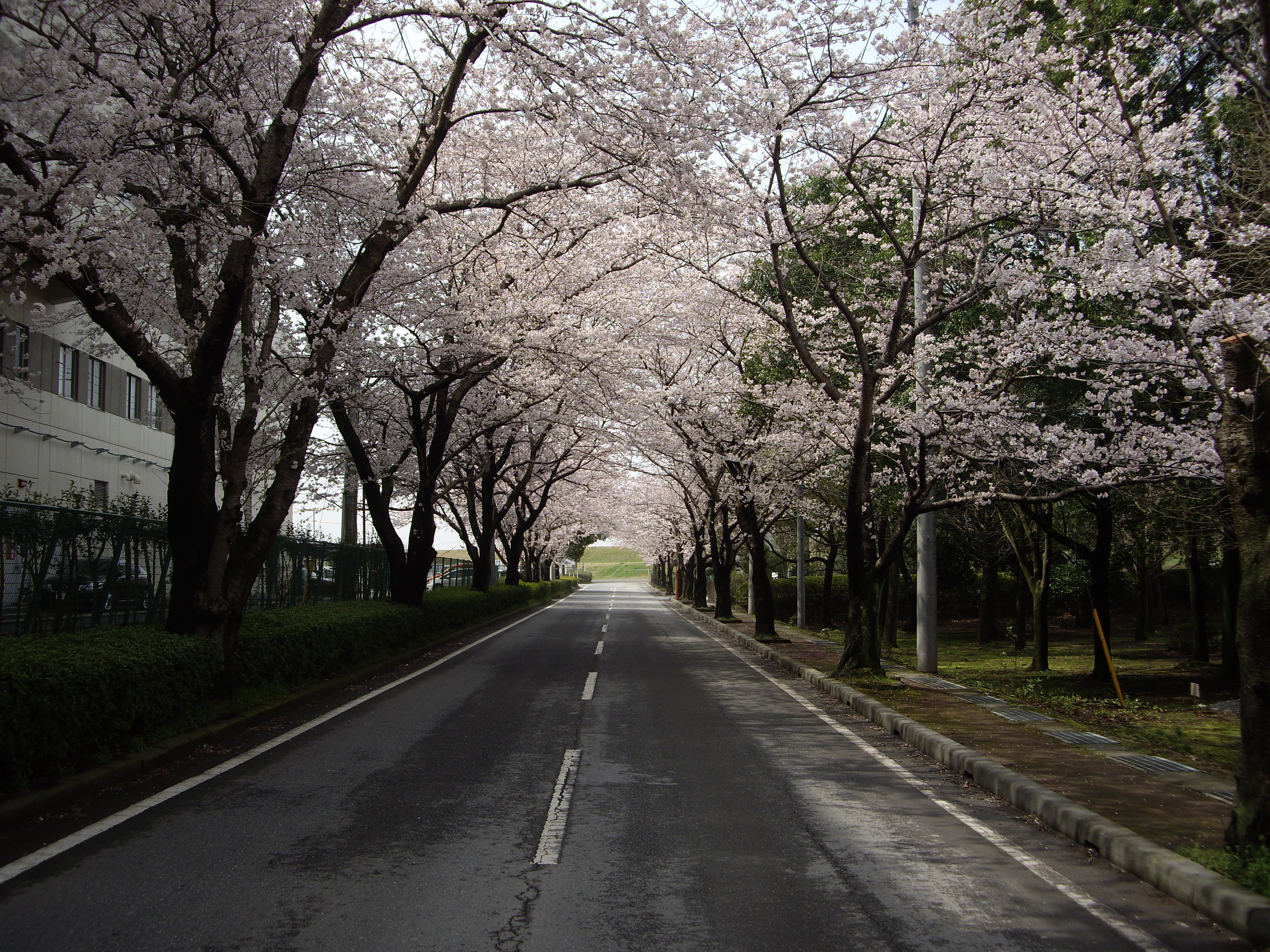
常総環境センター前

野木崎（のぎさき）は、茨城県守谷市の地名。旧北相馬郡野木崎村。郵便番号は302-0117。

## 概要
守谷市の南部に位置する。利根川の右岸に位置し、地域内には常総運動公園がある。
東は大柏、西は大木、南は柏市船戸、北は緑と接している。

### 地価
住宅地の地価は、2014年（平成26年）1月1日の公示地価によれば、野木崎字庄太郎久保1154番1の地点で2万1700円/m2となっている。

## 沿革
- 1871年（明治2年）　葛飾県相馬郡野木崎村となる。
- 1871年（明治4年）　廃藩置県により印旛県相馬郡野木崎村となる。
- 1873年（明治6年）　県の統合により千葉県相馬郡野木崎村となる。
- 1875年（明治8年）　境界変更により千葉県から茨城県に移管。茨城県相馬郡野木崎村となる。
- 1878年（明治11年）　相馬郡が、南相馬郡と北相馬郡に分離し、北相馬郡野木崎村となる。
- 1889年（明治22年）　北相馬郡大柏村と合併し、北相馬郡大野村大字野木崎となる。
- 1955年（昭和30年）　守谷町と合併し、北相馬郡守谷町大字野木崎となる。
- 2002年（平成14年）　市制施行により、守谷市野木崎となる。

## 世帯数と人口
2017年（平成29年）8月1日現在の世帯数と人口は以下の通りである。
| 大字   | 世帯数  | 人口    |
| ------ | ------- | ------- |
| 野木崎 | 451世帯 | 1,325人 |

## 交通
守谷市コミュニティバス「モコバス」が地域内を走っている。
モコバス
地域内には「新山」、「さとうクリニック前」、「野木崎郵便局入口」、「大野小学校前」、「角釜」、「辺田前」、「峰林荘入口」、「根崎」、「大野橋」、「スポーツセンター前」、「白寿荘」の11つの停留所がある。
| 系統        | 主要経由地                                     | 行先       | 運行会社 |
| ----------- | ---------------------------------------------- | ---------- | -------- |
| Aルート(右) | 大野小学校前・大野橋・白寿荘                   | 守谷市役所 | ■関鉄    |
| Aルート(左) | 白寿荘・大野橋・大野小学校前・守谷駅西口       | 守谷市役所 | ■関鉄    |
| Bルート(右) | 新山・さとうクリニック前・図書館前             | 守谷市役所 | ■関鉄    |
| Bルート(左) | さとうクリニック前・新山・南守谷駅・守谷駅西口 | 守谷市役所 | ■関鉄    |

かつては以下の路線バスの停留所が存在した。路線バスは廃止後は当地域に守谷市（旧）コミュニティバス｢やまゆり号｣が導入され、停留所が増えた。また、やまゆり号に代わる新コミュニティバス｢モコバス｣の導入によって、路線バス時代は1日10本程度であったバスが、4倍へと増加している。
- 上坪（現在のモコバス｢峰林荘入口｣停留所付近）
- 中坪（現在のモコバス｢辺田前｣停留所付近）
- 野木崎（現在のモコバス｢大野小学校前｣停留所付近）

## 小・中学校の学区
市立小・中学校に通う場合、学区は以下の通りとなる。
| 番地 | 小学校     | 中学校     |
| ---- | ---------- | ---------- |
| 全域 | 大野小学校 | 守谷中学校 |

## 施設
- アネシスナーシング保育園 － 野木崎619番地5
- 守谷市立大野小学校 － 野木崎492番地
- 常総運動公園 － 181,000m2（市内最大の公園）
- 大利根運動公園
- 常磐自動車道守谷SA（下り線） － 野木崎84番地
- 白寿荘（福祉センター） － 野木崎5023番地3